# RichFaces

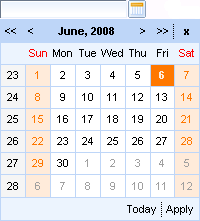

RichFaces是一個開放原始碼的JavaServer Faces組件庫，幫助企業級Java應用程式集成AJAX相關的功能，由WildFly（原名JBoss）提供支援。
除了通常的JavaServer Faces組件庫以外，RichFaces亦提供以下功能：
- 簡易皮膚更換功能
- 幫助製作其他JSF組建的CDK ("Component Development Kit")
- 動態資源框架
- AJAX控制組件

RichFaces已於2016年6月停止開發。